# Bayard 1908
Bayard 1908 (в русской литературе как Баярд или Байард) — бельгийский пистолет, разработанный в начале XX века для самообороны на коротких дистанциях конструктором Бернаром Кларю (Bernard Clarus) и выпускавшийся на заводах фабрики Anciens Etablissements Pieper с 1908 года до конца 1930-х гг. Bayard 1908 продавался на гражданском рынке оружия под патроны 6,35 Browning, 7,65 Browning и 9 Browning Court. Эмблема производителя, представляющая собой изображение скачущего рыцаря над словом «BAYARD», выполнялась на рамке, над левой щечкой рукоятки.

## Конструкция
Автоматика работает на основе использования отдачи со свободным затвором, поджимаемым возвратной пружиной. Для минимизации длины пистолета возвратная пружина была размещена над стволом. В средней части затвора-кожуха расположен ударник с выбрасывателем. Курок и другие детали ударно-спускового механизма крепятся на рамке. Широкое и длинное основание мушки, в которое упирается передний конец возвратной пружины, является съёмным. Именно при помощи него осуществляется разборка пистолета. Основание мушки сдвигается назад и вынимается из затвора-кожуха вместе с возвратной пружиной и её направляющим стержнем, затем затвор-кожух снимается с рамки движением назад и вверх. Ударно-спусковой механизм куркового типа, одинарного действия, со скрытым расположением курка. Питание боеприпасами осуществляется из однорядного магазина. Защёлка магазина находится внизу рукоятки. С левой стороны, на рамке за рукояткой расположен флажок предохранителя. Накладки на рукоятке изготовлены из эбонита. Прицел открытого типа, нерегулируемый. Форма мушки объясняется тем, что при разборке оружия она является клавишей, при нажатии на которую можно отделить затвор и возвратную пружину от рамки пистолета.

## В популярной культуре
«Байярд» калибра 6,35 с шестью левыми нарезами фигурирует в романе братьев Вайнеров «Эра милосердия»; в фильме «Место встречи изменить нельзя» вместо Bayard 1908 показан совершенно другой пистолет — Walther Model 7.[значимость факта?]